# Pierres dorées

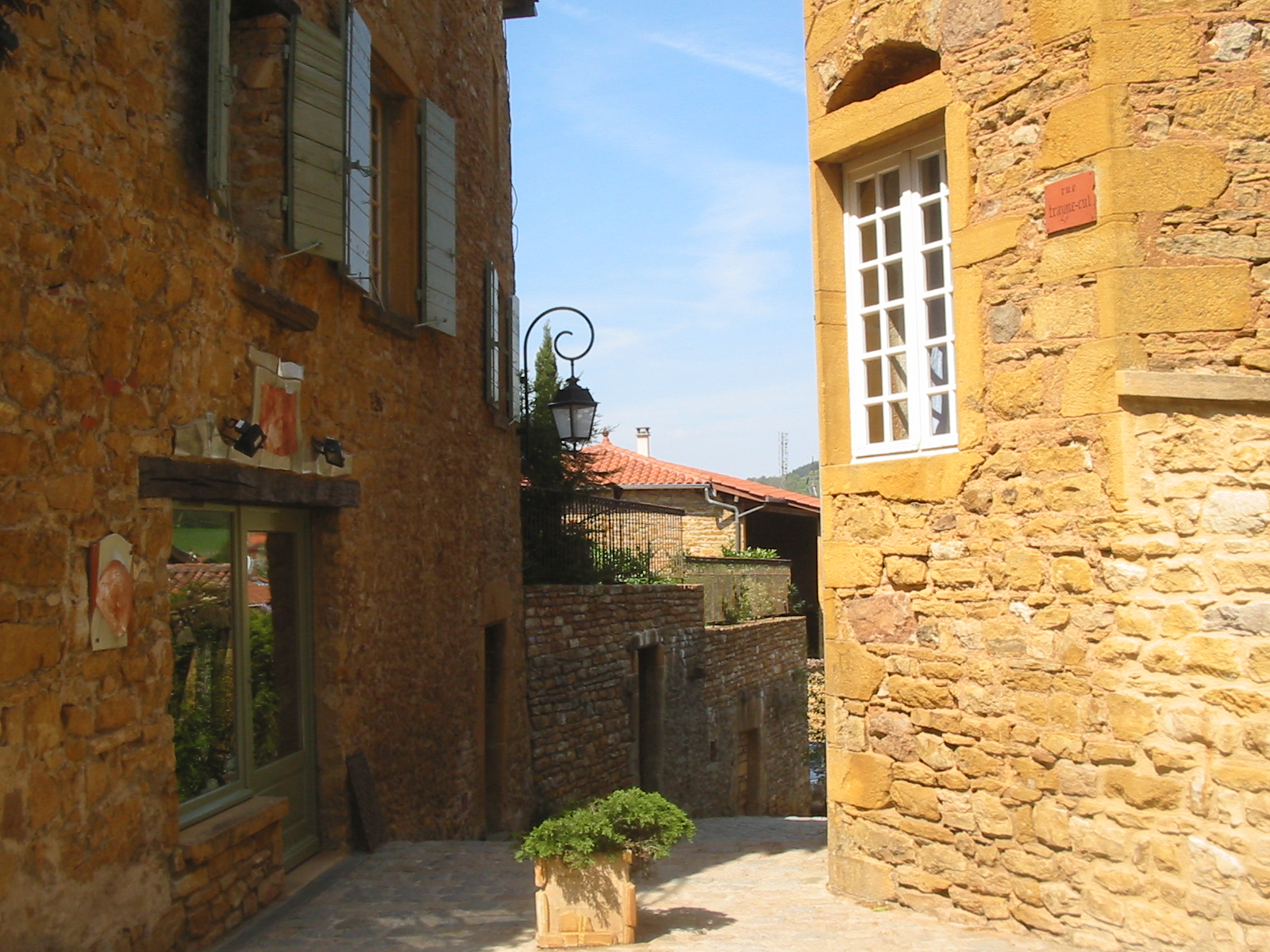
Gasse mit Gebäuden gebaut mit Pierres dorées (Oingt, Beaujolais, Rhône)

Die Pierres dorées (deutsch Goldene Steine) sind Kalksteine, die in der Gegend nordwestlich von Lyon (Frankreich), dem «Land der goldenen Steine», aber auch im Mont d’Or und Beaujolais weit verbreitet sind.
Es handelt sich um einen aalenischen Crinoidenkalk, der durch Eisenoxiden gefärbt ist. Die Ablagerungen von Crinoiden haben Facetten, die Licht reflektieren.

## Das Land derPierres dorées
Das Land der Pierres dorées umfasst etwa 40 französische Gemeinden. In jedem Dorf wurde ein Steinbruch genutzt, um den lokalen Baubedarf zu decken. Vor 1914 waren manche Anlagen so aktiv, dass sie nicht nur das Beaujolais, sondern auch das Lyonnais und Teile der Schweiz belieferten.
Heute sind alle Steinbrüche aufgegeben (Jarnioux, Ville-sur-Jarnioux Marcy...). Der von Saint-Jean-des-Vignes ist zum Erlebnispark Pierres Folles (deutsch verrückte Steine) geworden, ein Raum für geologische und önologische Entdeckungen, der das ganze Jahr über für die Öffentlichkeit geöffnet ist.
Das Unternehmen Lafarge baut den Kalkstein in Belmont-Charnay-Saint-Jean-des-Vignes ab, um daraus Zement herzustellen.

### Liste der Gemeinden im Lande derPierres Dorées
(in Klammer: sehenswert)
- Alix
- Ambérieux d'Azergues
- Anse
- Bagnols (Château)
- Belmont-d'Azergues
- Le Bois-d'Oingt
- Le Breuil
- Chamelet
- Charnay
- Châtillon
- Chazay d'Azergues
- Chessy-les-Mines
- Cogny
- Curis-au-Mont-d'Or
- Denicé
- Frontenas
- Jarnioux
- Lacenas
- Lachassagne
- Légny
- Létra
- Liergues
- Lozanne
- Lucenay
- Marcy
- Moiré
- Montmelas-Saint-Sorlin (Château médiéval)
- Morancé
- Oingt (Bourg)
- Pommiers
- Pouilly-le-Monial
- Rivolet
- Saint-Cyr-le-Chatoux
- Saint-Germain-sur-l'Arbresle
- Saint-Jean-des-Vignes
- Saint-Laurent-d'Oingt
- Sainte-Paule
- Saint-Vérand
- Ternand
- Theizé
- Ville-sur-Jarnioux (circuit des cadoles de Collonge)